# Ураган (телесериал)
Ураган (исп. Huracán) — мексиканская 120-серийная мелодрама с элементами драмы и приключений 1997 года производства телекомпании Televisa. Лауреат премии Diosa de plata.

## Сюжет
В порту Масатлан Елена и Улисес поклялись в вечной любви, выгравировав их имена на скале у края моря. Минуло 9 лет, Елена стала морским биологом, которая стала известным специалистом в научном сообществе, Улисс стал моряком с огромной физической силой. Тем не менее, Елена и Улисес встречаются вновь, у них появляется огромная страсть друг к другу. Чтобы разбить любовь Елены и Улисеса, Раймундо вовлекает его в преступление и его руками совершает грабёж, но Улисеса сажают в тюрьму, несмотря на его невиновность.

## Создатели телесериала

### В ролях
- Анхелика Ривера — Елена Роблес
- Эдуардо Паломо — Улисес Медина
- Алексис Айалла — Раймундо Вильяреаль
- Майя Мишальска — Тельма Вильярреаль де Варгаслуго
- Хорхе Руссек — Дон Нестор Вильярреаль
- Дульсе Мария — Росио Медина (ребёнок)
- Алехандра Баррос — Росио Медина
- Даниэль Абиф — Сантьяго Вильярреаль (ребёнок)
- Алехандро Ибарра — Сантьяго Вильярреаль
- Эрик дель Кастильо — Фернан Варгаслуго
- Беатрис Агирре — Донья Ирасема Варгаслуго
- Адриана Роэль — Эсперанса Ибаррола Вильярреаль
- Луис Кутюрье — Гильермо Медина
- Сильвия Паскуэль — Каридад Сальватьерра де Медина
- Аарон Эрнан — Дон Леонардо Роблес
- Норма Эррера — Альфонсина Тавиани де Роблес
- Пилар Пельисер — Ада Варгаслуго
- Иветте Проаль — Ларисса Варгаслуго
- Эктор Крус Лара — Лобато Рамирес Вильярреаль
- Фернандо Бальсаретти — Эсекьель Варгаслуго
- Людвига Палета — Норма Варгаслуго
- Эрик Санчес — Эухенио Варгаслуго (ребёнок)
- Оскар Уриэль — Эухенио Варгаслуго
- Марсела Паэс — Марибель Соларес де Медина
- Хесус Арреага — Дамиан Медина
- Оскар Морелли — Дон Мариано Медина
- Алехандра Прокуна — Дейянира
- Габриэла Платас — Карина Роблес
- Роберто д'Амико — Хосе Хорхе Гарсия
- Вирхиния Гутьеррес — Матушка Бригида Ибаррола
- Шерлин — Даниэла Варгаслуго Вильярреаль
- Оскар Сервин — Падре Элиас
- Алехандра Моралес — Синтия
- Мануэль Бенитес — командант Грегорио Гуихано
- Эстебан Франко — Хасинто
- Игнасио Гуадалупе — Кондаро
- Хорхе Паэс — доктор Альваро Карраско
- Альфредо Альфонсо — доктор Марио Луна
- Елена Бальестерос — Рамона
- Грасиэла Бернардос — Милагрос
- Луис Бернардос — Артемио Эрнандес
- Гуадалупе Боланьос — Матушка Кармела
- Эрнесто Бретон — Элигио
- Сайда Кастельон — Дора Лопес
- Хавьер Чимальди — Лино
- Константино Костас — Вальтер Перейра
- Георгина дель Ринкон — Сокорро
- Шерил Маскай — Долорес
- Луис Гильермо Мартель — Пепе
- Адан Мартинес Косайн — Эктор
- Сара Монтес — Ифигения
- Рубен Моралес — Флориан
- Фернандо Морин — Наркисо
- Густаво Негрете — адвокат Феликс
- Лисетте Саэс — Ана
- Росио Ябер — Инмакулада
- Франческа Гильен
- Родольфо Хименес — Рикардо

### Административная группа
- оригинальный текст: Ребекка Хонес, Алехандро Камачо
- аргументы и либретто: Орландо Мерино , Хайме Гарсия Эстрада
- литературный редактор: Исабель Сориано
- музыкальная тема заставки: Huracan
- автор текста песни и музыки: Осни Кассаб
- сценография: Херман Паредес
- начальники места проживания актёров: Октавио Ортега, Рафаэль Бризуэла
- художники по костюмам: Вероника Нава, Ванесса Самора
- характеристики: Лупелена Гойнече, Эрнестина Родригес
- композиторы: Марио Баррето, Карлос Парамо
- редакторы: Альфредо Санчес, Джорджина Флорес
- менеджер административной группы: Рамон Итурбе
- ассистент оператора-постановщика: Альфредо Санчес
- начальник актёрской группы: Гильермо Пинеда
- начальник сценарной группы: Умберто Герра
- начальник локализации: Алехандро Оливера
- начальник производства: Хульетта де ла О
- коорлдинатор произвоодства: Серхио Эспехо
- директор по приглашённым звёздам: Клаудио Рейес Рубио
- режиссер-постановщик: Сальвадор Санчес
- оператор-постановщик: Мануэль Анхель Барахас
- генеральный директор: Алехандро Камачо
- ассоциированный продюсер : Гисель Гонсалес Сальгадо
- продюсеры: Ребекка Хонес , Алехандро Камачо

## Награды и премии

### Diosa de plata (1 из 1)
| Год  | Номинация                    | Персона        | Итоги премии |
| ---- | ---------------------------- | -------------- | ------------ |
| 1998 | Лучшая актриса второго плана | Майя Мишальска | ПОБЕДА       |

### El Heraldo (0 из 1)
| Год  | Номинация      | Персона         | Итоги премии |
| ---- | -------------- | --------------- | ------------ |
| 1998 | Лучшая актриса | Анхелика Ривера | проигрыш     |